# Raphanulina
Raphanulina es un género de foraminífero bentónico de estatus incierto, aunque considerado un sinónimo posterior de Globulina de la subfamilia Polymorphininae, de la familia Polymorphinidae, de la superfamilia Polymorphinoidea, del suborden Lagenina y del orden Lagenida. Su especie-tipo era Raphanulina humboldtii. Su rango cronoestratigráfico abarcaba desde el Paleoceno hasta el Mioceno.

## Discusión
Clasificaciones previas incluían Raphanulina en la superfamilia Nodosarioidea.

## Clasificación
Raphanulina incluía a las siguientes especies:
- Raphanulina gibba †
  - Raphanulina gibba globosa †
- Raphanulina gracilis †
- Raphanulina inaequalis †
- Raphanulina howei †
- Raphanulina humboldtii †
- Raphanulina minuta †
- Raphanulina subglobosa †
- Raphanulina tuberculata †